# شالوم شرعبي
شالوم شرعبي (بالعبرية: שר שלום מזרחי דידיע שרעבי) (ولد في 1720 - توفي في 1777) حاخام يهودي يمني إسرائيلي. في في وقت لاحق أصبح رئيس بيت الإله في بلدة القدس القديمة.